# Rabaul

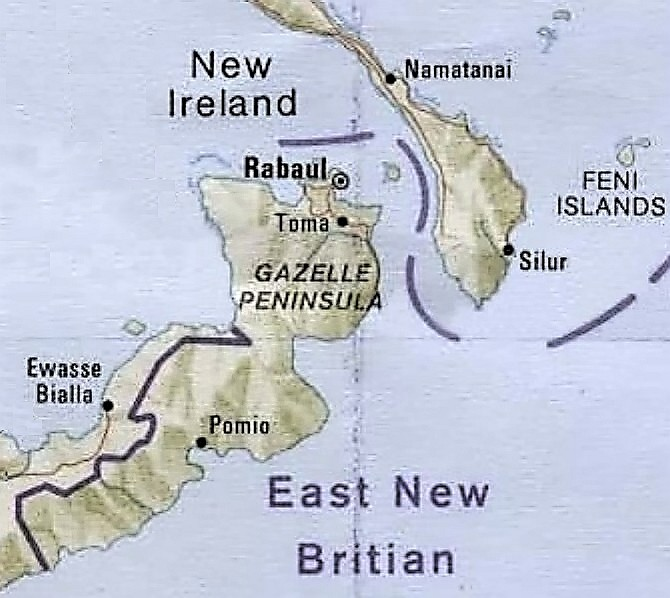
Położenie miasta

Rabaul – miasto w Papui-Nowej Gwinei w północnej części wyspy Nowa Brytania na półwyspie Gazelle. Ludność: 8900 (2000). Do roku 1994 ośrodek administracyjny prowincji Nowa Brytania Wschodnia.
Rozwinął się tutaj przemysł spożywczy, meblarski i materiałów budowlanych. Przez port morski w Rabaul eksportuje się koprę, kakao i olej kokosowy. Znajdował się tutaj drugi międzynarodowy port lotniczy kraju. W roku 1994 wybuch wulkanu Tavurvur zniszczył port lotniczy, a nowy wybudowano w mieście Kokopo, do którego przeniesiono stolicę prowincji.
Do erupcji z roku 1994 Rabaul był popularnym ośrodkiem turystyczno-wypoczynkowym, szczególnie ze względu na atrakcyjne miejsca do swobodnego nurkowania. Kryzys ekonomiczny z przełomu XX i XXI wieku wyraźnie zachwiał wrażliwym rynkiem, a ponadto przyczynił się do uaktywnienia zbrojnych gangów, zwanych lokalnie „łotrami” (ang. rascals). Gangi te napadają na turystów zagranicznych, jeszcze bardziej redukując liczbę tych, którzy chcieliby do Rabaulu przyjeżdżać.
W latach 1910–1914 miasto, nazywane wówczas Simpsonhafen, było stolicą Nowej Gwinei Niemieckiej. Wkrótce po wybuchu I wojny światowej zostało zajęte przez Australijczyków, którym też po wojnie przyznano Nową Gwineę Niemiecką jako terytorium mandatowe Ligi Narodów.
W czasie II wojny światowej Rabaul był okupowany przez wojska japońskie, które przekształciły miasto, zatokę i tereny przyległe w wielką bazę armii i floty. Tutejsze lotnisko pozwalało kontrolować cały region, a zwłaszcza Nową Gwineę i Wyspy Salomona. W 1943 roku w bazie było skoszarowanych ponad 110 tysięcy żołnierzy. Pod koniec wojny Amerykanie – stosujący z powodzeniem „taktykę żabich skoków” – ominęli Rabaul, pozostawiając wokół sieć lotnisk, z których przeprowadzano ciągłe ataki na bazę, czyniąc ją z czasem niezdolną do działania. Załoga Rabaulu kapitulowała tuż przed końcem wojny, w ostatnich dniach sierpnia 1945.